# Patiens

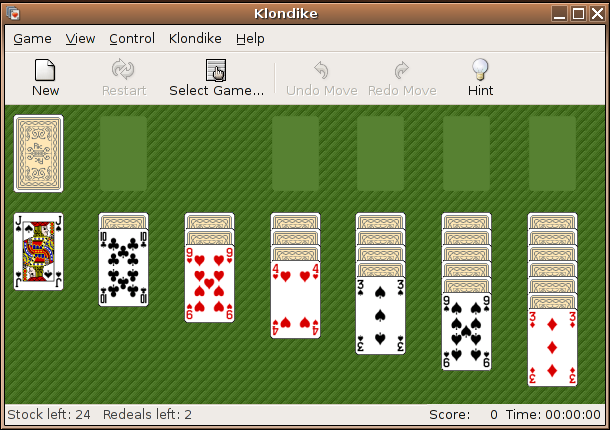
Patiens på datorn

Patiens är ett slags pusselspel för en person som läggs med spelkort. Det handlar om att sortera korten enligt vissa regler. Oftast är två utfall möjliga, antingen vinner man – patiensen "går ut" – eller så förlorar man. I vissa patienser, till exempel pokerpatienser, räknar man istället poäng. 

## Beskrivning
I de flesta fall är det mycket mera ovanligt att en patiens går ut än att den inte gör det.[källa behövs] Vissa patienser är helt slumpmässiga och mekaniska och då är det möjligt att beräkna sannolikheten för att den ska gå ut. Vid andra patienser beror utgången delvis på utövarens skicklighet. Några få patienser är spel med fullständig information, vilket innebär att man utifrån upplägget ska kunna avgöra om man kan få patiensen att gå ut och i så fall hur. I praktiken sätter dock minnet och tankeförmågan gränser för uträkningens räckvidd. 
En patiens innebär ofta att man skall lägga ut ett antal kort i ett mönster på bordet och sedan sortera dem enligt vissa regler, till exempel från lägsta till högsta valör i varje färg. Vissa patienser är sådana att en del initialupplägg omöjliggör för patiensen att kunna gå ut oavsett hur spelaren agerar. Andra patienser kan – åtminstone teoretiskt – fås att gå ut från varje tänkbart upplägg.

## Etymologi
Ordet patiens är ett lånord från franska språket, där det betyder "tålamod". Beteckningen på engelska är Patience, eller Solitaire vilket via franska språket kan härledas till latinets solus som har betydelsen 'ensam'.

## Exempel på patienser
- Den långa resan
- Farfars klocka
- Golf
- Idioten
- Kungen
- Las Vegas
- Pokerpatiens